# Dieter Klinkert
Dieter Klinkert (* 16. Juni 1931 in Beuthen, Provinz Oberschlesien; † 6. November 2016 in Berlin) war ein deutscher Diplomat. Er war Botschafter der DDR in mehreren ostafrikanischen Staaten.

## Leben
Dieter Klinkert, von Beruf Großhandelskaufmann, war bis 1959 im Binnenhandel als Abteilungsleiter Planung und Statistik im Konsum-Kreisverband Rudolstadt tätig. Von 1959 bis 1963 studierte er an der Deutschen Akademie für Staats- und Rechtswissenschaft und schloss sein Studium als Diplom-Staatswissenschaftler ab. Zwischen 1972 und 1974 folgte ein Zusatz-Studium am Institut für Internationale Beziehungen in Moskau (IMO).
Ab 1963 gehörte Klinkert dem diplomatischen Dienst der DDR an. Von 1963 bis 1964 war er Oberreferent in der Vierten Außereuropäischen Abteilung (Afrika) des MfAA, von 1964 bis 1965 Attaché an der Botschaft in Bulgarien. Von 1965 bis 1966 war er Dritter Sekretär an der Handelsmission der DDR in Ghana, von 1966 bis 1968 Sektorleiter in der (späteren) Abteilung Ost- und Zentralafrika (OZA) im Ministerium für Auswärtige Angelegenheiten der DDR (MfAA). Von 1968 bis 1971 war er Vizekonsul und stellvertretender Leiter des Konsulats in Sansibar, von 1974 bis 1977 stellvertretender Leiter der Abteilung OZA. Von April 1977 bis 1980 war er Botschafter in Äthiopien.
1984 bis 1988 Botschafter der DDR in Tansania, ab 1985 zusätzlich auch zweitakkreditiert auf den Seychellen, den Komoren und auf Mauritius. Danach war er bis 1990 Mitarbeiter in der Abteilung Koordination und Kontrolle.

## Auszeichnungen
- 1980: Vaterländischer Verdienstorden in Bronze